# Електрохімічне травлення

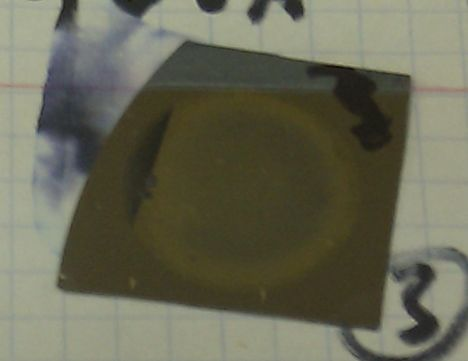
Поруватий кремній, отриманий шляхом електрохімічного травлення

Електрохімічне травлення — процес травлення металів, сплавів, напівпровідникових матеріалів, під час якого через тіло, що знаходиться у електрохімічній комірці пропускається електричний струм. Зазвичай електрохімічне травлення використовується для речовин, на які електроліт не впливає, або ж розчиняє їх занадто повільно. На відміну від хімічного травлення, поверхні утворюються з високим ступенем чистоти, процесом травлення можна керувати, а при певних умовах в результаті електрохімічного травлення можна отримати поруваті структури.

## Процес травлення
Для процесу травлення необхідно, щоб який-небудь продукт електрохімічної реакції виходив із системи, наприклад катіони металів осідають на катоді (тіло, що травиться підключено до анода), чи з комірки вивільняється газ (у випадку травлення кремнію). Для травлення металу тіло підключається як анод, а інертний для даної системи електрод - як катод. Через електрохімічну комірку пропускають струм, що викликає корозію на аноді (для металів). 
Контролювати швидкість травлення дозволяє концентрація електроліту та густина струму через поверхню катода: збільшення обох параметрів призводить до збільшення швидкості травлення. 

Варто пам'ятати, що під час проходження струму через електроліт (зазвичай опір електроліту високий) виділяється Джоулеве тепло, тому використовувати великі густини струму потрібно вкрай обережно. Якщо струм у системі буде недостатній, то можливий випадок, коли травлення йде не суцільним фронтом, а починається із нерівностей мікрорельєфа поверхні тіла і заглиблюється далі. Такий режим дає можливість травити поруваті структури, наприклад поруватий кремній.

## Застосування
- Травлення металів та їх сплавів
- Травлення напівпровідникових матеріалів
- Електрохімічне полірування
- Виготовлення поруватих структур